# Louis Thiétard
Louis Thiétard (* 31. Mai 1910 in Anzin; † 21. Januar 1998 in Saint-Gilles-Croix-de-Vie) war ein französischer Radrennfahrer und nationaler Meister im Radsport.

## Sportliche Laufbahn
Thiétard war im Straßenradsport aktiv. Als Amateur gewann er die Eintagesrennen Paris–Auxerre 1929 und Paris–Dieppe 1932. Von 1934 bis 1949 war er Unabhängiger und Berufsfahrer. Er gewann die Rennen Paris–Camembert, Paris–Hénin Liétard und Paris–L’Aigle 1934, Tour du Doubs 1935, Trophée des Grimpeurs 1937, Circuit de Lorraine und Tour de Moselle 1938, Paris–Caen 1939 und 1945, Grand Prix l’Auto 1942, Grand Prix d’Aix-en-Provence 1943 und Grand Prix François Faber 1945. Etappensiege holte er in der Vuelta a España 1942 (zweifach), im Circuito del Norte 1942 und in der Tour de Suisse 1946. 1946 siegte er in der nationalen Meisterschaft im Einzelzeitfahren.
Zweiter wurde er im Circuit des Deux-Sèvres, im Grand Prix Wolber (für Unabhängige) und im Circuit du Cantal 1935, in der Tour du Doubs 1938, im Circuit de France 1942, im Critérium International 1944 hinter Roger Piel und in der Flandern-Rundfahrt 1946 hinter Rik Van Steenbergen.
Bei Paris–Roubaix kam er 1943, 1944 und 1947 jeweils auf den dritten Platz, ebenso bei Paris–Tours 1944.
Die Tour de France fuhr er siebenmal. 1935 wurde er 36., 1936 13., 1939 17. und 1948 9. der Gesamtwertung. 1937, 1947 und 1949 beendete er die Rundfahrt nicht. In der Vuelta a España 1942 wurde er 14.